# Акротерија
Акротерија (грч. άκρωτήριον, завршетак; лат. acroterium), ниско постоље на завршетку или крајевима забата, на ком се постављају скулптурално обрађени украси (палмете, троношци, урне, фигуре итд.);  овим термином се понекад означава и украс који стоји на таквом постољу. Изворно је настао у античкој грчкој архитектури и карактеристичан је за класичне стилове у архитектури.
Осим у архитектури, овај тип орнамента чест је и у декорацији намештаја.